# Emmet County (Michigan)
Emmet County ist ein County im Bundesstaat Michigan der Vereinigten Staaten. Der Verwaltungssitz (County Seat) ist Petoskey. Das U.S. Census Bureau hat bei der Volkszählung 2020 eine Einwohnerzahl von 34.112 ermittelt.

## Geographie
Das County liegt im äußersten Norden der Unteren Halbinsel von Michigan, grenzt im Westen an den Michigansee, einem der 5 großen Seen, und hat eine Fläche von 2285 Quadratkilometern, wovon 1073 Quadratkilometer Wasserfläche sind. Es grenzt im Uhrzeigersinn an folgende Countys: Cheboygan County, Charlevoix County und auf dem Michigansee an das Mackinac County.

## Geschichte
Emmet County wurde 1840 aus Teilen des Mackinac County gebildet. Benannt wurde es nach dem irischen Patrioten Robert Emmet.
Zwei Orte im County haben den Status einer National Historic Landmark, das Ernest Hemingway Cottage, in dem Ernest Hemingway einen Teil seiner Jugend verbrachte, und die Siedlung Bay View, die auf die religiöse Erweckungsbewegung der Camp Meetings zurückgeht. 51 Bauwerke und Stätten des Countys sind insgesamt im National Register of Historic Places eingetragen (Stand 23. November 2017).

## Demografische Daten

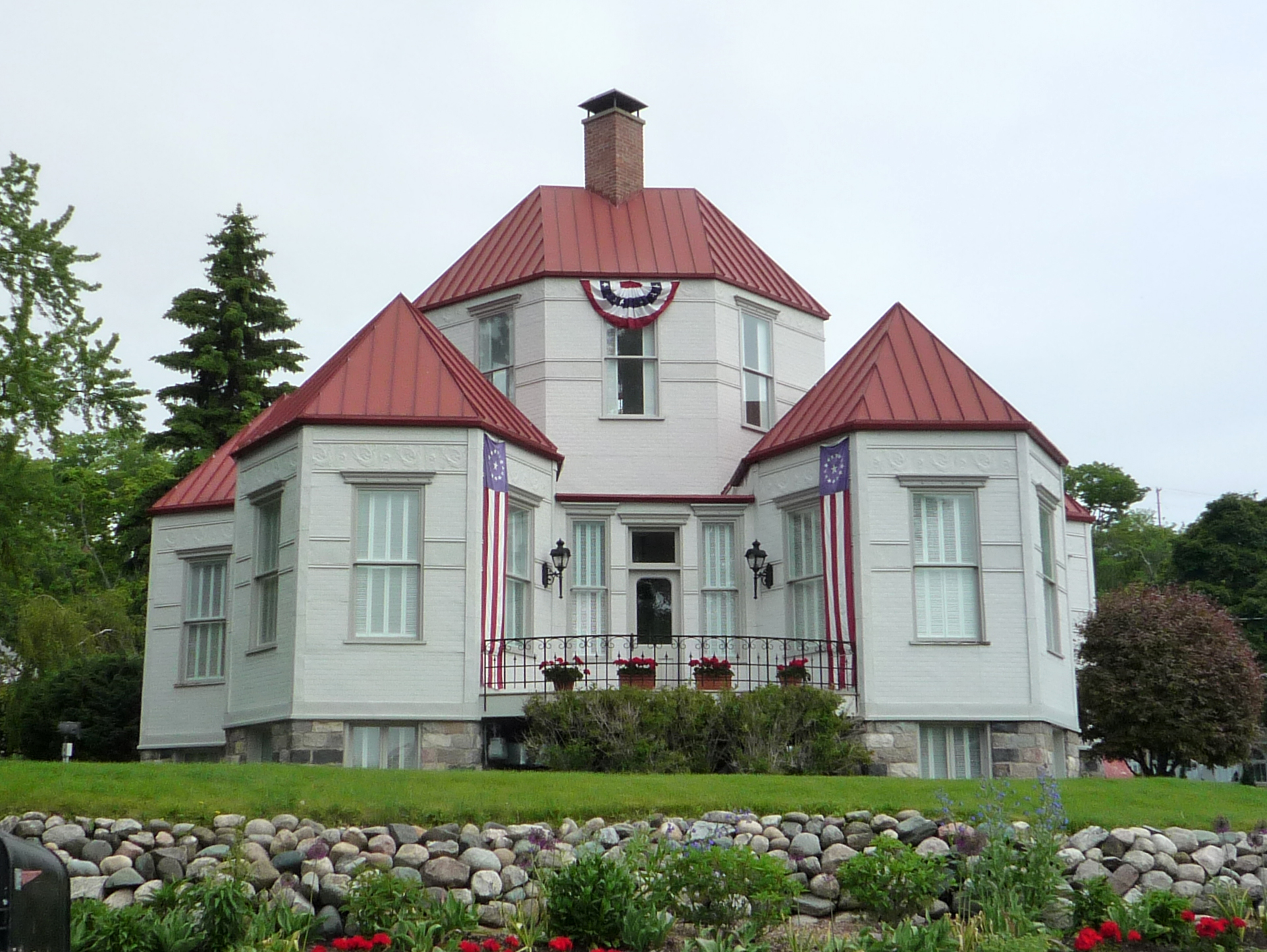
Shay Complex, gelistet im NRHP

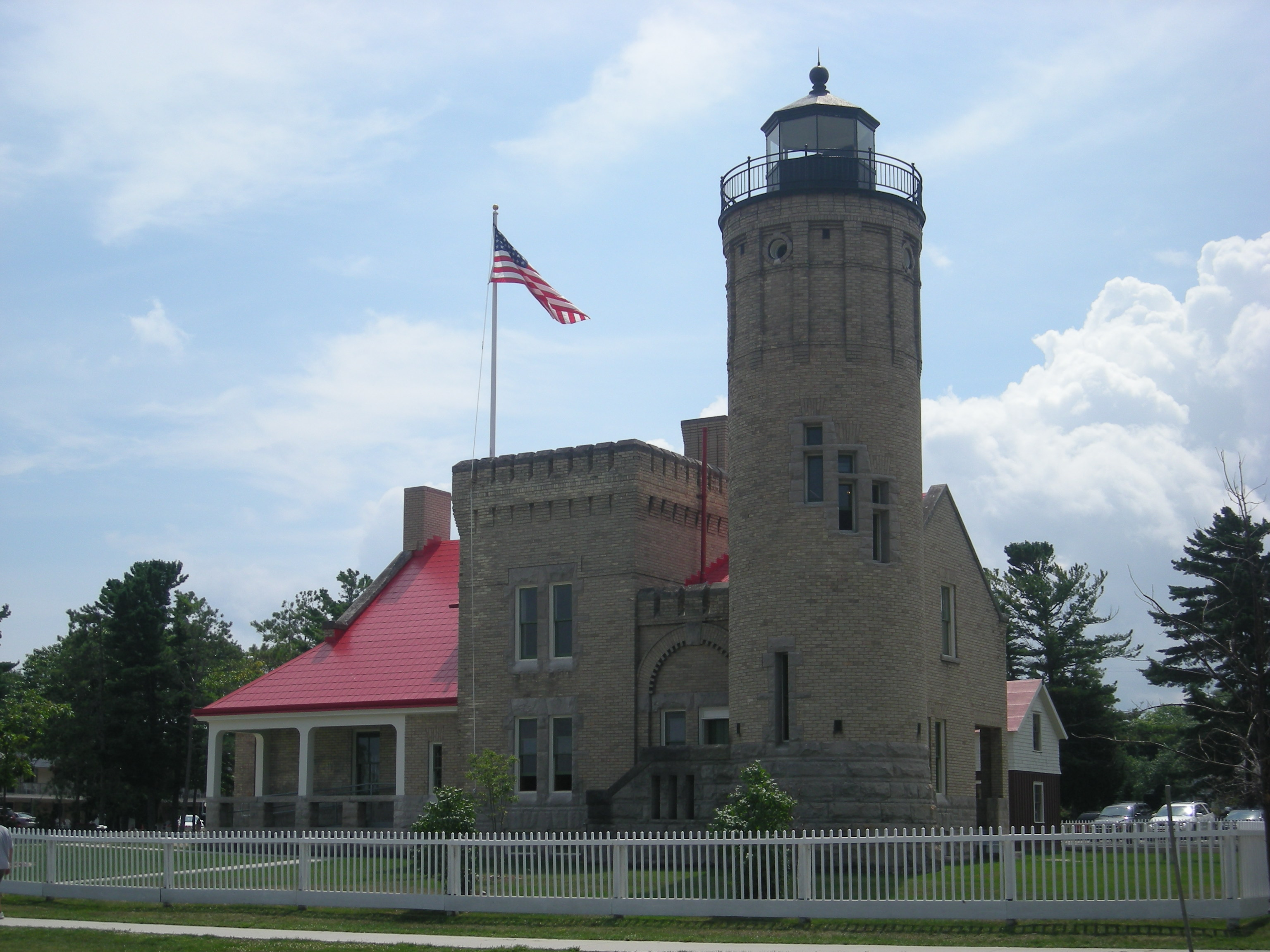
Old Mackinac Point Lighthouse

Nach der Volkszählung im Jahr 2000 lebten im Emmet County 31.437 Menschen in 12.577 Haushalten und 8.527 Familien. Die Bevölkerungsdichte betrug 26 Einwohner pro Quadratkilometer. Ethnisch betrachtet setzte sich die Bevölkerung zusammen aus 94,33 Prozent Weißen, 0,47 Prozent Afroamerikanern, 3,11 Prozent amerikanischen Ureinwohnern, 0,43 Prozent Asiaten, 0,03 Prozent Bewohnern aus dem pazifischen Inselraum und 0,16 Prozent aus anderen ethnischen Gruppen; 1,47 Prozent stammten von zwei oder mehr Ethnien ab. 0,91 Prozent der Bevölkerung waren spanischer oder lateinamerikanischer Abstammung.
Von den 12.577 Haushalten hatten 31,7 Prozent Kinder unter 18 Jahren, die bei ihnen lebten. 55,9 Prozent waren verheiratete, zusammenlebende Paare, 8,5 Prozent waren allein erziehende Mütter und 32,2 Prozent waren keine Familien. 26,9 Prozent waren Singlehaushalte und in 10,0 Prozent lebten Menschen im Alter von 65 Jahren oder darüber. Die Durchschnittshaushaltsgröße betrug 2,44 und die durchschnittliche Familiengröße lag bei 2,97 Personen.
25,3 Prozent der Bevölkerung waren unter 18 Jahre alt. 7,1 Prozent zwischen 18 und 24 Jahre, 28,1 Prozent zwischen 25 und 44 Jahre, 25,2 Prozent zwischen 45 und 64 Jahre und 14,3 Prozent waren 65 Jahre oder älter. Das Durchschnittsalter betrug 39 Jahre. Auf 100 weibliche Personen kamen 96,8 männliche Personen. Auf 100 Frauen im Alter von 18 Jahren und darüber kamen statistisch 93,7 Männer.
Das jährliche Durchschnittseinkommen eines Haushalts betrug 40.222 USD, das Durchschnittseinkommen einer Familie 48.140 USD. Männer hatten ein Durchschnittseinkommen von 33.385 USD, Frauen 24.173 USD. Das Prokopfeinkommen betrug 21.070 USD. 4,5 Prozent der Familien und 7,4 Prozent der Bevölkerung lebten unterhalb der Armutsgrenze.

## Orte im County
- Alanson
- Ayr
- Bay Shore
- Bay View
- Bliss
- Brutus
- Carp Lake
- Conway
- Cross Village
- Epsilon
- Forest Beach
- Good Hart
- Harbor Point
- Harbor Springs
- Levering
- Mackinaw City
- Menonaqua Beach
- Middle Village
- Oden
- Pellston
- Petoskey
- Pleasant View
- Ponshewaing
- Ramona Park
- Roaring Brook
- Stutsmanville
- Van
- Wequetonsing

Townships
- Bear Creek Township
- Bliss Township
- Carp Lake Township
- Center Township
- Cross Village Township
- Friendship Township
- Little Traverse Township
- Littlefield Township
- Maple River Township
- McKinley Township
- Pleasantview Township
- Readmond Township
- Resort Township
- Spring Lake Township
- Wawatam Township
- West Traverse Township

## Wirtschaft
Die Wirtschaft von Emmet County, ebenso wie die des übrigen Nordens von Michigan, lebt stark von den örtlichen Unternehmen und der verarbeitenden Industrie. Unternehmen in Emmet County, die unter anderem in den Bereichen Luft- und Raumfahrttechnik, Glücksspiel und Süßwarenherstellung tätig sind, treiben die Wirtschaft des Countys an.